# Плоп-Штюбей
Плоп-Штюбей (рум. Plop-Știubei) — село в Каушанском районе Молдавии. Относится к сёлам, не образующим коммуну.

## География
Село расположено примерно в 8 км к востоку от города Кэушень. У северной границы села протекает река Ботна. В 5 км западнее села расположена железнодорожная станция Кэушень. Ближайшие населённые пункты — сёла Кырнацены и Леонтьево.
Высота населённого пункта 18 метров над уровнем моря.

## Население
По данным переписи населения 2004 года, в селе Плоп-Штюбей проживает 1789 человек (897 мужчин, 892 женщины).
Этнический состав села:
| Национальность | Число жителей | Процентный состав |
| -------------- | ------------- | ----------------- |
| молдаване      | 1768          | 98,83             |
| румыны         | 8             | 0,45              |
| русские        | 7             | 0,39              |
| украинцы       | 5             | 0,28              |
| гагаузы        | 1             | 0,06              |
| Всего          | 1789          | 100 %             |